# Elisabeth Selbert

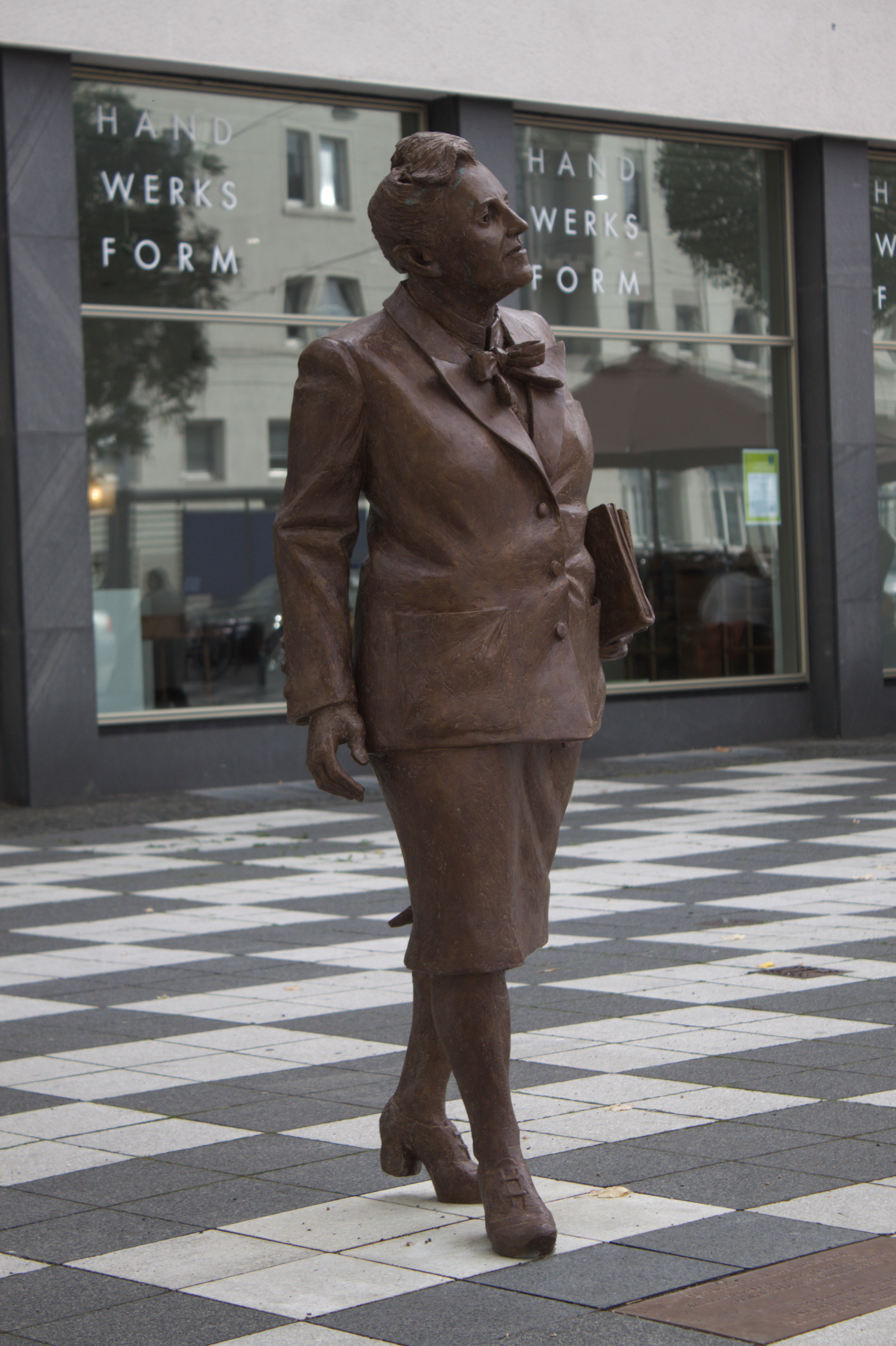
Denkmal für Elisabeth Selbert am Scheidemann-Platz in Kassel

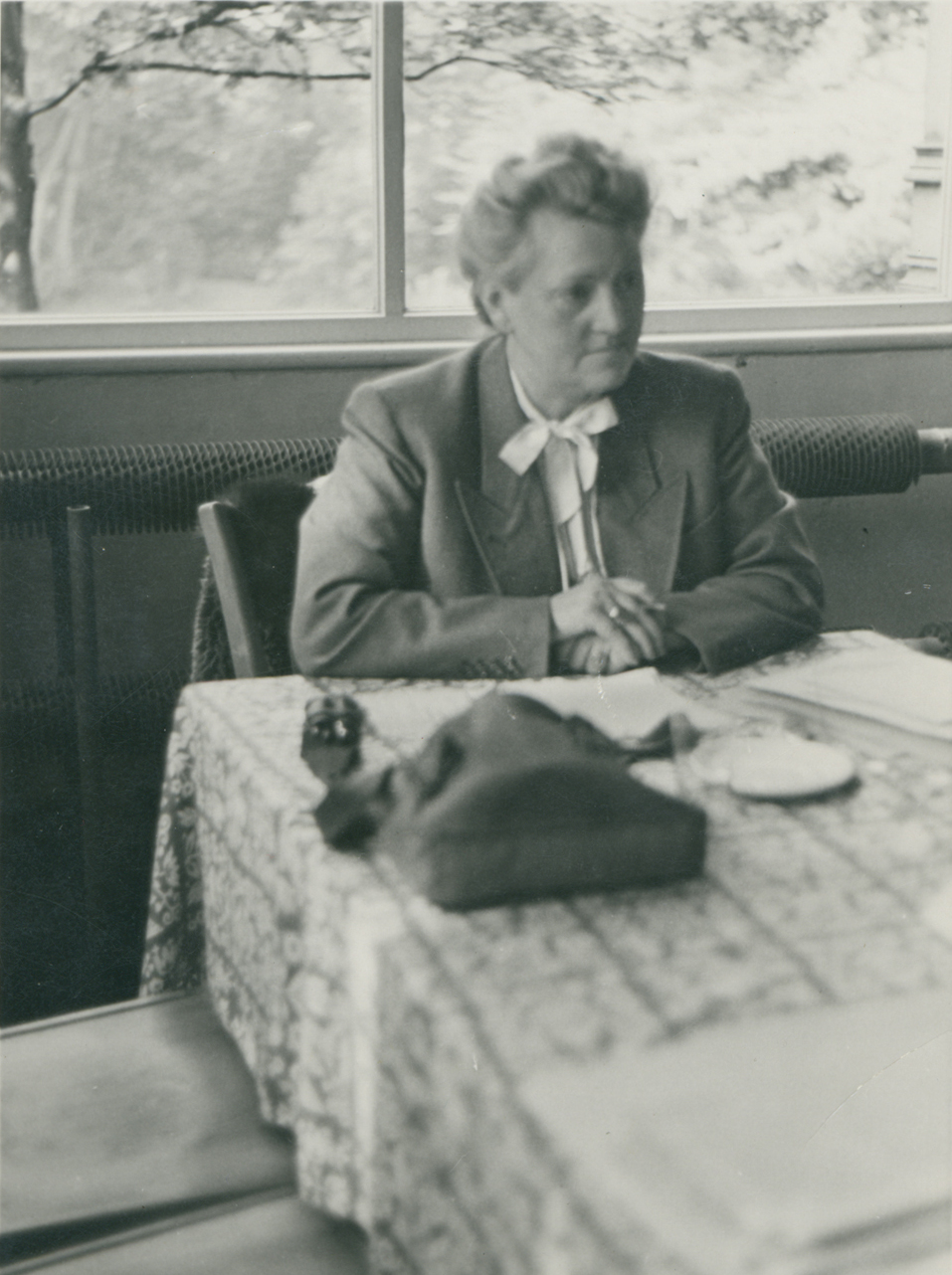
Elisabeth Selbert bei SPD-Frauenkonferenz in Wuppertal, 1948, Foto von Edu Düwel

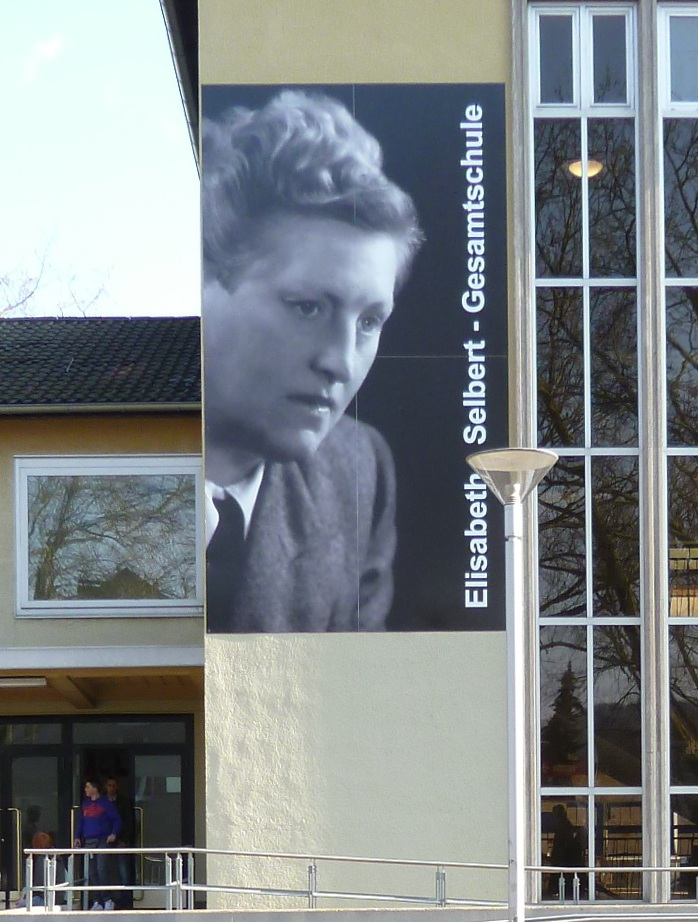
Porträt an der Elisabeth-Selbert-Gesamtschule in Bonn-Bad Godesberg

Martha Elisabeth Selbert, geborene Martha Elisabeth Rohde, (* 22. September 1896 in Kassel; † 9. Juni 1986 ebenda) war eine deutsche Politikerin und Juristin. Als SPD-Abgeordnete im Parlamentarischen Rat 1948/1949 war sie eine der vier „Mütter des Grundgesetzes“. Die Aufnahme der Gleichberechtigung in den Grundrechteteil der bundesdeutschen Verfassung ist zum großen Teil ihr Verdienst.

## Leben und Wirken

### Jugend bis zur Novemberrevolution
Martha Elisabeth Rohde wuchs als zweite von vier Töchtern in einer christlich orientierten Familie in Kassel auf, wo ihr Vater Justizwachtmeister in einer Jugendstrafanstalt war. Sie lernte sticken, stricken und nähen und hatte wenig Zeit zum Lesen. Das Mädchengymnasium war für die Familie nicht bezahlbar. Um die Mittelschule kostenfrei besuchen zu können, musste sie eine Prüfung absolvieren. Als Mädchen durfte sie dort die Mittlere Reife nicht ablegen und so besuchte sie von 1912 an die Kasseler Gewerbe- und Handelsschule des Frauenbildungsvereins. Ihr Ziel war es, Lehrerin zu werden. Auch dies scheiterte an fehlenden finanziellen Mitteln. Zunächst war die junge Frau als Auslandskorrespondentin einer Import-Export-Firma tätig.
Nachdem sie 1914 ihre Stelle verloren hatte und für zwei Jahre erwerbslos war, arbeitete sie ab 1916 als Postbeamtenanwärterin im Telegrafendienst der Reichspost. Diese Anstellung hatte sie wegen des kriegsbedingten Mangels an männlichen Arbeitskräften bekommen. Hier lernte sie 1918 während der Novemberrevolution ihren späteren Ehemann Adam Selbert kennen, den gelernten Buchdrucker und Vorsitzenden des Arbeiter- und Soldatenrates in Niederzwehren bei Kassel. Adam Selbert förderte Elisabeth Rohde und nahm sie auf politische Veranstaltungen mit. Ende 1918 trat sie in die SPD ein.

### Weimarer Republik
Durch Philipp Scheidemann, der damals Oberbürgermeister in Kassel war, wurde Selbert ermutigt, selbst aktiv Politik zu machen. Nach Gründung der Weimarer Republik erhielten auch Frauen das aktive und passive Wahlrecht. Sie schrieb viele Artikel und sprach auf zahlreichen Veranstaltungen über die Pflicht der Frauen, sich politisch zu informieren und zu engagieren. 1919 hatte sie bereits erfolgreich für einen Sitz im Gemeindeparlament von Niederzwehren kandidiert; sie arbeitete dort im Finanzausschuss. Ihr wichtigstes Thema blieb jedoch die Gleichberechtigung. Im Oktober 1920 ging sie als Delegierte zur ersten Reichsfrauenkonferenz nach Kassel und kritisierte

„dass wir zwar heute die Gleichberechtigung für unsere Frauen haben, dass aber diese Gleichberechtigung immer noch eine rein papierne ist.“

Zwar war ein Jahr zuvor in der Weimarer Verfassung festgeschrieben worden, dass Männer und Frauen die gleichen staatsbürgerlichen Rechte haben. Die Lebenswirklichkeit der meisten Frauen sah aber anders aus, und der Staat änderte hieran nicht viel. 
1920 heiratete sie Adam Selbert. Ein Jahr später wurde der gemeinsame Sohn Gerhart geboren, kurz darauf folgte der zweite Sohn Herbert. Die Tochter von Gerhart Selbert und Ruth Selbert ist die SPD-Politikerin Susanne Selbert, der Sohn der Kasseler Rechtsanwalt und Linken-Politiker Axel Selbert.
Trotz der Doppelbelastung arbeitete Selbert weiter im Telegrafenamt, sorgte für die Kindererziehung und nahm sich weiter Zeit für ihre politische Tätigkeit. Sie stellte aber fest, dass ihr dafür oft die theoretischen Grundlagen fehlten, und hoffte, dass eine

„juristische Ausbildung helfen würde, politisch effizienter wirken zu können.“

Im Selbststudium bereitete sich Selbert auf das Abitur vor, das sie 1925 (nach anderen Quellen 1926) an der Luisenschule in Kassel als Externe nachholte. Danach studierte sie zunächst an der Universität Marburg als einzige Frau Rechts- und Staatswissenschaften. Kurz darauf wechselte Selbert an die Universität Göttingen. Hier war sie unter den etwa 300 Studierenden eine von fünf Frauen. Selbert selbst störte der Männerüberhang angeblich wenig, aber ihre Professoren schienen manchmal überfordert. Elisabeth Selbert und ihre Kommilitoninnen wurden beispielsweise gebeten, den Hörsaal zu verlassen, wenn der Professor über Sexualdelikte sprach. Nach nur sechs Semestern schloss sie ihr Studium mit Auszeichnung ab.
Elisabeth Selbert promovierte 1930 mit dem Thema Ehezerrüttung als Scheidungsgrund. Bereits damals kritisierte sie das Schuldprinzip, das Frauen bei der Scheidung häufig rechtlos stellte. Sie trat für eine „Entgiftung“ des Scheidungsprozesses ein und forderte ein Zerrüttungsprinzip. Sie war damit ihrer Zeit weit voraus. Ihre Vorschläge wurden erst in der Bundesrepublik Deutschland mit der Eherechtsreform von 1977 aufgegriffen und umgesetzt. Ihr Referendariat absolvierte sie in Kassel.

### Zeit des Nationalsozialismus
Bei der Reichstagswahl im März 1933 kandidierte Selbert im Wahlkreis 19 (Hessen-Nassau) auf der Liste der SPD, auf die fünf von 23 Mitgliedern des Reichstags für diesen Wahlkreis entfielen, wozu Selbert nicht gehörte.
Bereits in der Anfangszeit der nationalsozialistischen Herrschaft verlor Adam Selbert seine Arbeit als stellvertretender Bürgermeister von Niederzwehren und wurde für einen Monat im KZ Breitenau in „Schutzhaft“ genommen. Elisabeth Selbert legte 1934 das zweite Staatsexamen ab und stellte kurz darauf, von ihrem Mann gedrängt, den Antrag auf Zulassung zur Anwaltschaft.
Eile war geboten, denn die Nationalsozialisten versuchten, Frauen vollständig aus allen juristischen Berufen zu drängen. Obwohl Frauen generell erst ab Ende 1935 von der Rechtsanwaltschaft ausgeschlossen waren, sollte Selbert zunächst abgelehnt werden, wurde aber gegen den Willen des nationalsozialistischen Oberlandesgerichtspräsidenten, gegen das Votum der Rechtsanwaltskammer, gegen die Entscheidung des Gauleiters und des NS-Juristenbundes am 15. Dezember 1934 zugelassen. Es waren zwei ältere Senatspräsidenten, die sich für Selbert einsetzten und in Vertretung für den im Urlaub befindlichen Präsidenten ihre Zulassung unterschrieben. So konnte sie im Dezember 1934 eine Kanzlei in guter Lage übernehmen, die zuvor zwei jüdischen Rechtsanwälten gehört hatte. Da ihr Mann durch politische Verfolgung bis 1945 erwerbslos blieb, ernährte sie nun allein die Familie.

„Bis 1938 hatte Hitler die Justiz (in Kassel) noch nicht erobert... Ich erinnere mich noch sehr gut, dass einige Rechtsanwälte, darunter auch ich, im gegenseitigen Einvernehmen einige Strafrichter, von deren Integrität wir überzeugt waren, im Geheimen um Verlängerung einer Freiheitsstrafe gegen den eigenen Mandanten gebeten haben, weil er bei etwaigem Freispruch an der Saaltür vom Gestapo-Beamten empfangen und in sogenannte Schutzhaft – d. h. ins KZ – gebracht worden wäre.“

Selbert war vor allem im Bereich des Ehe- und Scheidungsrechts tätig. Bei einem Bombenangriff auf Kassel am 22. Oktober 1943 wurde ihre Kanzlei zerstört, sie praktizierte aber bis Kriegsende als Anwältin.

### Nachkriegszeit

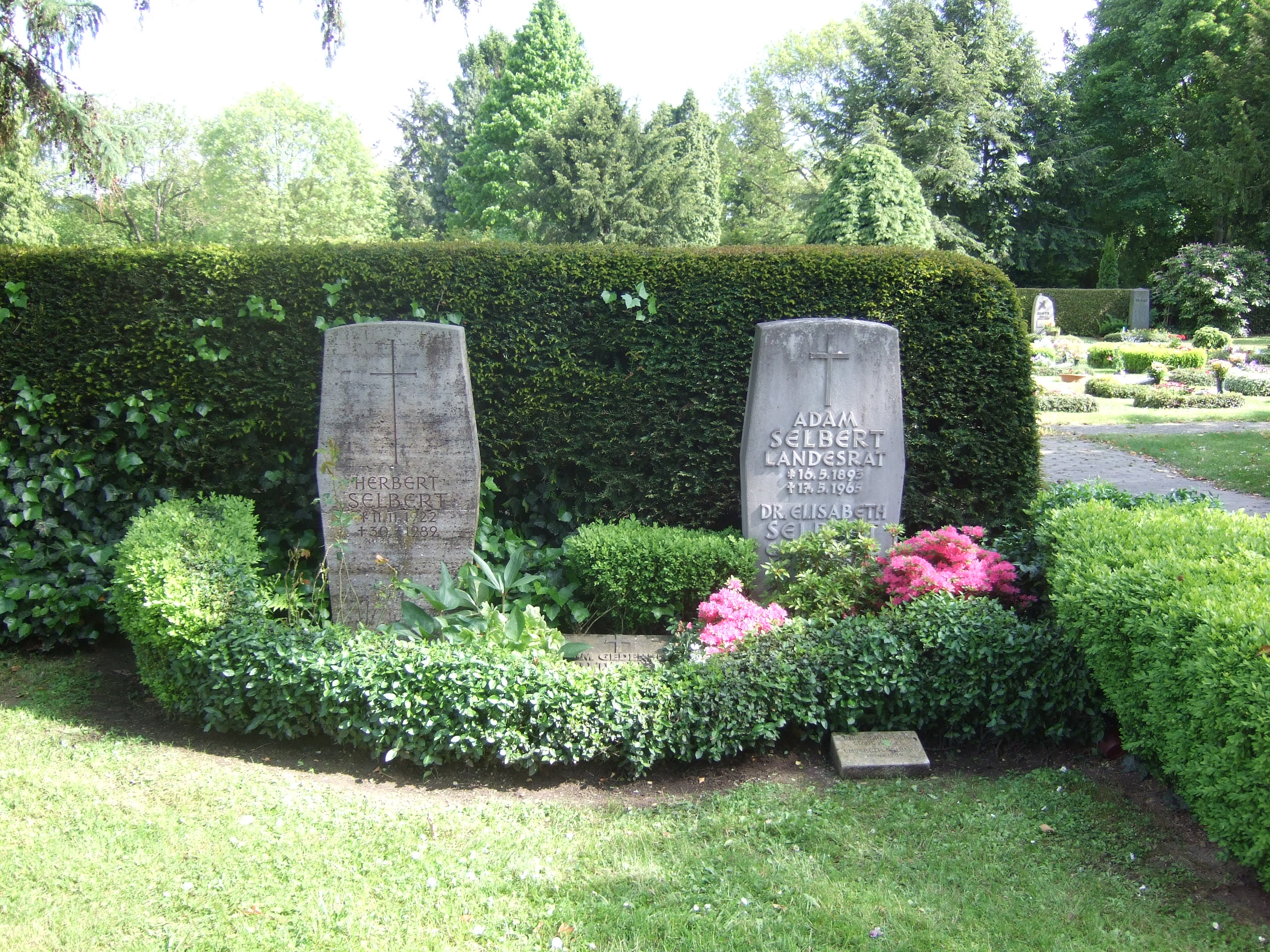
Grab von Elisabeth Selbert auf dem Friedhof in Kassel-Niederzwehren

Nach der Zerstörung der Wohnung in Kassel lebten Selbert und ihr Mann in Melsungen. Adam Selbert arbeitete ab dem Sommer 1945 als Personaldezernent in der Bezirksverwaltung sowie später des Landeswohlfahrtsverbandes. Elisabeth Selbert erhielt die Anwaltszulassung zum US-Militärgericht. Wenig später folgte die Bestellung zur Notarin. Da sie englisch sprach, vermittelte sie zwischen den Amerikanern und den Sozialdemokraten. Als eine von zwei Frauen arbeitete sie im Überparteilichen Ausschuss, einem Vorläufer des Stadtparlaments mit. Sie war in Kassel von 1946 bis 1952 Stadtverordnete. Von 1946 bis 1955 war sie Mitglied im zentralen Parteivorstand. Auch dem Frauen-, Rechts- und Verfassungspolitischen Ausschusses der Partei gehörte sie an.
Elisabeth Selbert wurde 1946 für die SPD in die verfassungberatende Landesversammlung für Groß-Hessen gewählt. Sie hat dabei an unterschiedlichen Themen mitgewirkt. Besonders erwähnenswert sind ihre Ausführungen zum Verfassungsschutz und zur Kontrolle der Richter.

### Mitarbeit am Grundgesetz
Trotz ihrer hohen Qualifikationen als Juristin, der Erfahrung aus der Landesversammlung sowie ihres Engagements war ihre Entsendung in den Parlamentarischen Rat und die Mitarbeit bei der Ausarbeitung am Grundgesetz für die Bundesrepublik Deutschland (GG) keine Selbstverständlichkeit. Zuerst versuchte sie, über ihren Bezirk ein Mandat zu erhalten. Bei der entscheidenden Sitzung des Landesvorstands benannte der Bezirk jedoch nach „höchst unerfreulichen Vorgängen“ bei der Auswahl die Kandidaten Georg-August Zinn sowie Fritz Hoch. Selbert halfen danach ihre guten Kontakte zum Parteivorstand in Hannover weiter. Herta Gotthelf, die Leiterin des zentralen SPD-Frauenbüros, überbrachte die Nachricht, dass sie als Vertreterin des Landes Niedersachsen nominiert werde. Auch der Parteivorsitzende Kurt Schumacher unterstützte sie in dieser Sache, so dass sie 1948 vom niedersächsischen Landtag in den Parlamentarischen Rat gewählt wurde. Unter den 65 Mitgliedern war sie eine der nur vier Frauen. Selbert gehörte mit Anfang 50 zu den jüngeren Mitgliedern des Rates. Sie interessierte sich vor allem für juristische Themen und Frauenrechte. So wurde sie in den Hauptausschuss, den Grundsatzausschuss (hier als Stellvertreterin) und den später geteilten, kombinierten Ausschuss für Organisation des Bundes sowie Verfassungsgerichtshof und Rechtspflege entsandt.
Artikel 3 Absatz 2 GG hatte in der Entwurfsfassung des Ausschusses für Grundsatzfragen des Parlamentarischen Rats noch gelautet „Männer und Frauen haben dieselben staatsbürgerlichen Rechte und Pflichten“ und damit bis auf die Einschränkung „grundsätzlich“ der Weimarer Verfassung entsprochen. Selbert hingegen wollte die Gleichberechtigung „als imperativen Auftrag an den Gesetzgeber […] verstanden wissen“. Mithilfe damaliger Frauenrechtsorganisationen und anderer Abgeordneter aber auch innerparteilicher Gegner konnte sie – nach mehreren gescheiterten Abstimmungen und einer öffentlichen Kampagne – schließlich die Formulierung „Männer und Frauen sind gleichberechtigt“ durchsetzen.
Es war ihr darum gegangen, dass sich die Gleichberechtigung nicht auf die staatsbürgerliche Stellung beschränkte, sondern als allgemeiner Verfassungsgrundsatz aufgenommen wurde, so dass viele der damaligen familienrechtlichen Bestimmungen (die aus dem Jahr 1896 stammten) im Bürgerlichen Gesetzbuch überarbeitet werden mussten, weil sie diesem Grundsatz widersprachen. Zur Vermeidung eines befürchteten Rechtschaos wurde eine befristete Übergangsregelung eingeführt. Nachdem es Bundeskanzler Adenauer nicht gelungen war, den im Artikel 117 GG gesetzten Termin „31. März 1953“ hinaus zu schieben und der Bundestag den Regierungsentwurf eines Familienrechtsgesetzes nicht verabschiedet hatte, stellte der Bundesgerichtshof mit Urteil vom 14. Juli 1953 fest, dass seit dem Fristablauf die Gerichte im Streitfall zu prüfen hatten, ob Vorschriften der Gleichberechtigung entgegenstanden und damit außer Kraft getreten waren. Dies bestätigte das Bundesverfassungsgericht durch Urteil vom 18. Dezember 1953 und hielt ausdrücklich fest, dass mit Fristablauf Mann und Frau auch im Bereich von Ehe und Familie gleichberechtigt waren. Erst 1957 wurde das Gleichberechtigungsgesetz verabschiedet.
Auch für nichteheliche Kinder versuchte Elisabeth Selbert zusammen mit Frieda Nadig und anderen eine rechtliche Gleichstellung mit ehelichen Kindern zu erreichen. Unverheirateten Müttern sollte außerdem die „elterliche Gewalthaberschaft hinsichtlich des Kindes“ nicht automatisch aberkannt werden. Selbert wollte unverheiratete Väter zum Unterhalt verpflichten. Dieser Antrag scheiterte in der Hauptausschusslesung mit 10 zu 11 Stimmen.
Ähnlich wie bei der Hessischen Verfassung setzte sich Selbert für die Rechtstaatlichkeit der neuen Republik ein. Die Unabhängigkeit der Richter, die Gewaltenteilung und dem Aufbau der Justiz zu einer echten Dritten Gewalt waren ihr Anliegen. Sie bearbeitete die Thematik Richterberufung und Richteranklage gemeinsam mit Georg-August Zinn. Ihr war eine wirkungsvolle Entnazifizierung der Justiz besonders wichtig.

### Weiteres Wirken
Nach der Arbeit im Parlamentarischen Rat strebte Selbert die Mitgliedschaft im Deutschen Bundestag an, wurde aber nicht als Wahlkreisbewerberin, sondern 1949 nur auf der Landesergänzungsliste der hessischen SPD aufgestellt. Sie verfehlte einen Sitz zwar nur knapp, konnte damit aber nicht automatisch das Mandat eines ausscheidenden direkt gewählten Abgeordneten erhalten, weil das Bundeswahlgesetz dafür damals eine Nachwahl vorsah. Auch die angestrebte Nominierung als Richterin des Bundesverfassungsgerichts 1951 sowie als Richterin des Bundessozialgerichts 1954 scheiterten an den eigenen Parteifreunden.
Von 1946 bis 1958 war Selbert in der 1., 2. und 3. Wahlperiode Mitglied des Hessischen Landtags, zuletzt für den Wahlkreis Kassel-West, wo sie mit 38,8 % der gültigen Stimmen das Direktmandat errungen hatte. Sie war Mitglied des Richterwahlausschusses und trug dazu bei, die Rolle von Richtern in der Demokratie zu beleuchten. Sie arbeitete wieder als Rechtsanwältin in ihrer auf Familienrecht spezialisierten Kanzlei in Kassel. Diese betrieb Selbert noch bis zu ihrem 85. Lebensjahr.
Selbert war Mitglied des Deutschen Juristinnenbundes. Sie starb 1986 in Kassel. Ihr Nachlass, der vor allem aus Unterlagen zur politischen Arbeit besteht, wird im Archiv der deutschen Frauenbewegung in Kassel verwahrt.

## Auszeichnungen
- 1956: Großes Bundesverdienstkreuz
- 1969: Wappenring der Stadt Kassel
- 1978: Wilhelm-Leuschner-Medaille des Landes Hessen
- 1984: Ehrenbürgerin der Stadt Kassel
- 2021: Zum 125. Geburtstag wurde Elisabeth Selbert durch ein Denkmal in ihrer Heimatstadt Kassel geehrt. Die von der Bildhauerin Karin Bohrmann-Roth aus Grebenstein geschaffene und vom Soroptimist International Club Kassel gestiftete, lebensgroße Bronzestatue wurde am 21. September 2021 an der Brüderkirche von Bundespräsident Frank-Walter Steinmeier enthüllt. Noch am selben Tag wurde das Denkmal auf den endgültigen Standort vor die Handwerkskammer auf den Scheidemannplatz versetzt und dort ein zweites Mal enthüllt.[22][23][24]
- 2021: Am 7. Juli 2021 wurde eine Skulptur der New Yorker Künstlerin Linda Cunningham in Kassel am Platz der 11 Frauen eingeweiht, die auch Elisabeth Selbert ehrt.[25]
- 2024: Im Rahmen des Projekts Frauenorte in die Liste der FrauenOrte NRW wurde ihr am Elisabeth-Selbert-Platz eine Steele errichtet.[26]

## Benennungen
Straßen sind nach Elisabeth Selbert benannt, u. a. in Berlin, Buxtehude, München, Kassel, Köln, Mülheim an der Ruhr, Bremen-Osterholz, Darmstadt-Kranichstein, Münster, Coesfeld, Mönchengladbach, Moers, Oestrich-Winkel, Pulheim, Winnenden, Dietzenbach, Langen (Hessen), Lohfelden, Langenfeld (Rheinland), Lünen, Kempten, Elmshorn, Gundernhausen, Rodgau, Hemmingen, Mainz-Hechtsheim, Seligenstadt und Regensburg-Burgweinting, Hofgeismar (Nordhessen)Neumünster(Schleswig Holstein).
- 1994 benannte die Stadt Hannover eine Fußgängerbrücke über eine stark befahrene Straße im Stadtteil Ricklingen nach Elisabeth Selbert.[29] 2016 wurde eine Brücke in Offenbach am Main nach ihr benannt.[30]
- Seit 1983 vergibt die Hessische Landesregierung alle zwei Jahre „in Anerkennung hervorragender Leistungen für die Verankerung und Weiterentwicklung von Chancengleichheit von Frauen und Männern“ den Elisabeth-Selbert-Preis.[31]
- Seit dem Wiedereinzug des Bundessozialgerichtes in das modernisierte Dienstgebäude im Dezember 2009 heißt der im Innenhof neu angelegte Sitzungssaal Elisabeth-Selbert-Saal.
- Ein Konferenzraum im Bundesministerium der Justiz wurde nach ihr benannt.
- Schulen in Bad Schwartau, Bonn-Bad Godesberg, Filderstadt, Hameln, Karlsruhe, Lampertheim, Wanfried, Wiesbaden, Zierenberg tragen ihren Namen.
- Das Elisabeth-Selbert-Haus in Berlin, Unter den Linden 62–68, ist ein 2017 nach ihr benanntes Bürogebäude des Deutschen Bundestages.[32] Es beherbergt im Erdgeschoss eine Ausstellungsfläche der Bundeskanzler-Willy-Brandt-Stiftung.
- Seit 1989 gibt es in Gießen den Elisabeth-Selbert-Verein, der Träger des FrauenKulturZentrums ist.[33]
- Der Saal der Stadtverordnetenversammlung im Hanauer Rathaus wurde nach Elisabeth Selbert benannt. Er wurde am 8. März 2023 im Beisein von Susanne Selbert eingeweiht.[34]

## Spielfilm
- Sternstunde ihres Lebens, von Juliane Thevissen für das deutsche Fernsehen produziertes Polit- und Historiendrama mit Iris Berben als Elisabeth Selbert, Erstausstrahlung im Ersten Deutschen Fernsehen am 21. Mai 2014. Der Film ist eingegrenzt auf die Zeit von Selberts Wirken im Parlamentarischen Rat 1948/49 und ihr Engagement zur Durchsetzung von Artikel 3, Absatz 2 des Grundgesetzes: „Männer und Frauen sind gleichberechtigt“. (Art. 3 Abs. 2 GG)